# Форт-Юкон (Аляска)
Форт-Юкон (англ. Fort Yukon) — місто (англ. city) в США, в окрузі Юкон-Коюкук штату Аляска. Населення — 428 осіб (2020).
Найбільший населений пункт найбільшої зони перепису населення штату. Найбільш спекотна точка Аляски (+38 °С).

## Історія
Форт-Юкон (тоді він в оригіналі писався Fort Youcon, а не Fort Yukon як зараз) було засноване 25 Червень 1847 Олександром Гантером Мюрреєм, Торговим представником Компанії Гудзонової затоки, як торговий пост Компанії. 1862 року була заснована перша школа, 1869 року, через два роки після продажу Аляски, пост перейшов до ««Alaska Commercial Company»». 12 липня 1898 в Форт-Юконі відкрилося перше поштове відділення. Першу половину XX століття поселення регулярно страждало від епідемій та повеней. 9 червня 1933 в Форт-Юконі народився майбутній відомий політик Дон Янг. У 1950-х роках в селищі почалося будівництво радарної станції та бази ВВС, тому 1959 року воно отримало статус міста.

## Географія
Форт-Юкон розташований в центральній частини Аляски у місця впадіння річки Поркьюпайн у річку Юкон.
Форт-Юкон розташований за координатами 66°35′15″ пн. ш. 145°13′45″ зх. д. / 66.58750° пн. ш. 145.22917° зх. д. (66.587608, -145.229192). За даними Бюро перепису населення США в 2010 році місто мало площу 19,34 км², з яких 18,77 км² — суходіл та 0,57 км² — водойми. В 2017 році площа становила 17,97 км², з яких 17,47 км² — суходіл та 0,51 км² — водойми.

### Клімат
Місто знаходиться у зоні, котра характеризується континентальним субарктичним кліматом. Найтепліший місяць — липень із середньою температурою 13.9 °C (57.1 °F). Найхолодніший місяць — січень, із середньою температурою -9.8 °С (14.4 °F).
| Клімат Форт-Юкона       | Клімат Форт-Юкона | Клімат Форт-Юкона | Клімат Форт-Юкона | Клімат Форт-Юкона | Клімат Форт-Юкона | Клімат Форт-Юкона | Клімат Форт-Юкона | Клімат Форт-Юкона | Клімат Форт-Юкона | Клімат Форт-Юкона | Клімат Форт-Юкона | Клімат Форт-Юкона | Клімат Форт-Юкона |
| Показник                | Січ.              | Лют.              | Бер.              | Квіт.             | Трав.             | Черв.             | Лип.              | Серп.             | Вер.              | Жовт.             | Лист.             | Груд.             | Рік               |
| Середній максимум, °C   | −5,8              | −3,7              | 1,3               | 6,7               | 12,7              | 16,8              | 18,4              | 17,7              | 12,6              | 4,2               | −2,7              | −5,1              | 6,1               |
| Середня температура, °C | −9,8              | −8,1              | −3,8              | 1,7               | 7,7               | 11,9              | 13,9              | 12,9              | 8,2               | 0,3               | −6,4              | −8,8              | 1,7               |
| Середній мінімум, °C    | −13,7             | −12,4             | −9                | −3,3              | 2,6               | 7                 | 9,4               | 8,2               | 3,8               | −3,6              | −10,2             | −12,6             | −2,8              |
| Норма опадів, мм        | 14                | 19                | 14                | 3                 | 16                | 35                | 48                | 53                | 65                | 47                | 32                | 39                | 386               |
| Днів з дощем            | 7                 | 6                 | 6                 | 3                 | 4                 | 6                 | 7                 | 9                 | 9                 | 8                 | 7                 | 6                 | 78                |
| Днів зі снігом          | 7                 | 6                 | 6                 | 3                 | 1                 | 0                 | 0                 | 0                 | 1                 | 7                 | 7                 | 6                 | 44                |
| Вологість повітря, %    | 76.2              | 72.9              | 59.1              | 54.6              | 47.2              | 51.4              | 58.2              | 66.2              | 69.4              | 77.6              | 75.8              | 74.9              | 65.3              |
| ----------------------- | ----------------- | ----------------- | ----------------- | ----------------- | ----------------- | ----------------- | ----------------- | ----------------- | ----------------- | ----------------- | ----------------- | ----------------- | ----------------- |
| Джерело: Weatherbase    |                   |                   |                   |                   |                   |                   |                   |                   |                   |                   |                   |                   |                   |

## Демографія
Згідно з переписом 2010 року, у місті мешкали 583 особи в 246 домогосподарствах у складі 130 родин. Густота населення становила 30 осіб/км². Було 325 помешкань (17/км²).
Расовий склад населення:
| - 89,2 % — корінних американців - 7,7 % — білих - 0,5 % — вихідців з тихоокеанських островів - 0,5 % — чорних або афроамериканців - 0,2 % — азіатів |

До двох чи більше рас належало 1,7 %. Частка іспаномовних становила 0,3 % від усіх жителів.
За віковим діапазоном населення розподілялося таким чином: 28,6 % — особи молодші 18 років, 63,3 % — особи у віці 18—64 років, 8,1 % — особи у віці 65 років та старші. Медіана віку мешканця становила 33,7 року. На 100 осіб жіночої статі у місті припадало 126,0 чоловіків; на 100 жінок у віці від 18 років та старших — 131,1 чоловіків також старших 18 років.
Середній дохід на одне домашнє господарство становив 54 577 доларів США (медіана — 39 583), а середній дохід на одну сім'ю — 61 528 доларів (медіана — 46 250). Медіана доходів становила 50 341 долар для чоловіків та 46 250 доларів для жінок. За межею бідності перебувало 18,5 % осіб, у тому числі 17,5 % дітей у віці до 18 років та 17,7 % осіб у віці 65 років та старших.
Цивільне працевлаштоване населення становило 212 осіб. Основні галузі зайнятості: освіта, охорона здоров'я та соціальна допомога — 34,0 %, публічна адміністрація — 33,5 %, сільське господарство, лісництво, риболовля — 12,3 %, транспорт — 9,0 %.

## Історія
Форт-Юкон (тоді він в оригіналі писався Fort Youcon, а не Fort Yukon як зараз) було засноване 25 Червень 1847 Олександром Гантером Мюрреєм, Торговим представником Компанії Гудзонової затоки, як торговий пост Компанії. 1862 року була заснована перша школа, 1869 року, через два роки після продажу Аляски, пост перейшов до ««Alaska Commercial Company»». 12 липня 1898 в Форт-Юконі відкрилося перше поштове відділення. Першу половину XX століття поселення регулярно страждало від епідемій та повеней. У 1950-х роках в селищі почалося будівництво радарної станції та бази ВВС, тому 1959 року воно отримало статус міста.

## Відомі уродженці
- Дон Янг[en] (нар. 1933) — відомий політик.
- Велма Волліс (нар. 1960) — американська письменниця.